# Georgine Darcy
Georgine Darcy (* 14. Januar 1931 in Brooklyn, New York City; † 18. Juli 2004 in Malibu, Kalifornien) war eine US-amerikanische Schauspielerin, die in erster Linie durch ihre erste Rolle in Alfred Hitchcocks Klassiker Das Fenster zum Hof (1954) bekannt wurde.

## Biografie
Ihre Mutter drängte sie, „schnelles Geld“ zu verdienen und als Stripperin zu arbeiten. Georgina verweigerte dies, nahm Ballettstunden und verdingte sich als Fotomodell. Sie reiste mit dem Bus nach Kalifornien und freundete sich dort mit Irish McCalla (der späteren Sheena) und Maila Nurmi (der späteren Vampira) an.
1954 wurde sie von Alfred Hitchcock für die Rolle der von James Stewart im Dialog so genannten „Miss Torso“ für den Film Das Fenster zum Hof ausgewählt. Die kleine Rolle bot Georgine Darcy Gelegenheit, außer ihrer Figur auch ihr tänzerisches Talent zur Schau zu stellen. In ihrer letzten Szene hatte sie, die ansonsten stets über einen Innenhof durch ein Fenster beobachtet wurde, sogar eine Großaufnahme. Georgine Darcy wurde durch den Erfolg des Filmes und seinen Status als Klassiker zu einer der bekanntesten Kleindarstellerinnen der Filmgeschichte. Da sie bei den Verhandlungen mit der Produktionsgesellschaft auf die Dienste eines Agenten verzichtete, bekam sie für ihre Rolle nur 350 Dollar Gage.
Es blieb dies der Höhepunkt in Georgine Darcys Schauspielkarriere. Sie trat bis Anfang der 1970er-Jahre in einigen kleinen Rollen für das Fernsehen auf, so etwa in Peter Gunn, Mike Hammer und Mannix und hatte ab 1960 eine wiederkehrende Rolle als Sekretärin in der kurzlebigen Sitcom Harrigan and Son. 1962 spielte sie in dem Chubby-Checker-Musical Don’t Knock the Twist und 1969 war sie in dem Exploitationfilm Women and Bloody Terror in der Hauptrolle als nymphomane Hausfrau zu sehen.
Nach einer kurzen, gescheiterten Ehe Mitte der 1950er-Jahre war Georgine Darcy von 1974 bis zu ihrem Tod 2004 mit dem Schauspielkollegen Byron Palmer verheiratet.

## Filmografie (Auswahl)
- 1954: Das Fenster zum Hof (Rear Window)
- 1954: Love Me Madly
- 1954–1955: The Red Skelton Show (Fernsehserie, 5 Folgen)
- 1959: Peter Gunn (Fernsehserie, Folge 1x21)
- 1959: Dezernat M (M Squad, Fernsehserie, Folge 2x29)
- 1959: Mickey Spillane’s Mike Hammer (Fernsehserie, Folge 2x18)
- 1960–1961: Harrigan and Son (Fernsehserie, 7 Folgen)
- 1962: Don’t Knock the Twist
- 1970: Women and Bloody Terror
- 1970: Der Delta Faktor (The Delta Factor)
- 1971: Mannix (Fernsehserie, Folge 4x15)